# Liste des plus grands félins
La liste suivante contient les mesures de taille (poids et longueur) des mâles adultes sauvages de chaque espèce (en excluant les hybrides, tels que le ligre ou le tigron) :
| Rang | Nom vulgaire        | Nom scientifique           | Illustration | Poids moyen (kg) | Poids maximal (kg)                                   | Longueur moyenne (m) | Longueur maximale (m) | Hauteur au garrot (cm) | Zone de vie                         | Carte |
| ---- | ------------------- | -------------------------- | ------------ | ---------------- | ---------------------------------------------------- | -------------------- | --------------------- | ---------------------- | ----------------------------------- | ----- |
| 1    | Tigre               | Panthera tigris            |              | 126–221          | 317 387,8 (non vérifié)                              | 2,3–3,9              | 4,0,                  | 70–110                 | Asie                                |       |
| 2    | Lion                | Panthera leo               |              | 160–195,         | 313 (vérifié),[page à préciser] 360[page à préciser] | 2,7–3,5              | 3,875                 | 90–135                 | Afrique et Asie                     |       |
| 3    | Jaguar              | Panthera onca              |              | 56,1–104,5       | 148                                                  | 1,8–2,7              | 2,8                   | 68–80                  | Amérique du Nord et Amérique du Sud |       |
| 4    | Puma                | Puma concolor              |              | 53,1–71          | 105,2 (vérifié) 125,2 (non vérifié)                  | 1,5–2,4              | 2,8                   | 53–88                  | Amérique du Nord et Amérique du Sud |       |
| 5    | Léopard             | Panthera pardus            |              | 30–65,8,         | 108 112 (vérifié)                                    | 1,6–2,3              | 2,75,                 | 44–78                  | Afrique, Europe et Asie             |       |
| 6    | Guépard             | Acinonyx jubatus           |              | 36,7–54,1,       | 69                                                   | 1,5–2,3              | 2,5,                  | 77–94                  | Afrique et Asie                     |       |
| 7    | Panthère des neiges | Panthera uncia             |              | 30-39            | 53,8                                                 | 1,6–2,1              | 2,5,                  | 60–66                  | Asie                                |       |
| 8    | Panthère nébuleuse  | Neofelis nebulosa(diardi)? |              | 16–23            | 26                                                   | 1,2–1,6              | 1,9                   | 46–56                  | Asie                                |       |
| 9    | Lynx boréal         | Lynx lynx                  |              | 17,4–21,7        | 38                                                   | 0,8–1,3              | 1,5,                  | 60–71                  | Asie et Europe                      |       |
| 10   | Lynx roux           | Lynx rufus                 |              | 6,4–18,3         | 22,2 (vérifié) 27 (non vérifié)                      | 0,475–1,25           | 1,30                  | 30–60                  | Amérique du Nord                    |       |
| 11   | Caracal             | Caracal caracal            |              | 9,8–14,5         | 19                                                   | 0,78–1,08            | 1,08                  | 40–50                  | Afrique et Asie                     |       |